# Henri Noverraz
 (juin 2025).
Henri Noverraz, né à Villette le 10 juillet 1915 et mort à Genève le 8 février 2002, est un écrivain, poète et artiste peintre suisse.

## Biographie
Henri Noverraz, n'apprend à lire qu'à 16 ans, âge auquel il expose ses premiers dessins. À 25 ans il publie son premier recueil de poèmes. Âme d'anarchiste, résistant, acteur de cinéma (en 1968, il est le protagoniste du premier épisode du film Swissmade), peintre et écrivain, Henri Noverraz décrit avec force les injustices de la société. 
Henri Noverraz décède à Genève le 8 février 2002 - une ville qu'il surnommait « Calvinograd ». Il avait 87 ans.

## Fonds d'archives
Les archives littéraires d'Henri Noverraz sont conservées à la Bibliothèque de Genève. Sa veuve a légué ses archives d'artiste peintre à la Fondation Ateliers d'artiste à Saint-Maurice (Valais).

## Sources
- « Henri Noverraz », sur la base de données des personnalités vaudoises sur la plateforme « Patrinum » de la Bibliothèque cantonale et universitaire de Lausanne.
- Tribune de Genève, 2002/02/19 - 2002/02/14
- 24 Heures, 2002/02/15
- Film Plans-Fixes no 1129
- http://www.gerardthalmann.net/TdG1.pdf
- http://w3public.ville-ge.ch/bge/odyssee.nsf/Attachments/noverraz_henriframeset.htm/$file/noverraz_henri.pdf
- voir aussi Mémorial Paul Chaudet, biographie & liste d'expositions